# The Buggles
The Buggles (ursprünglich nur Buggles) war ein britisches Pop-/New-Wave-Duo, das von 1979 bis 1981 existierte und mit Video Killed the Radio Star einen weltweiten Singlehit hatte. Das Video des Titels war das erste Musikvideo, das 1981 auf dem Musiksender MTV ausgestrahlt wurde.

## Vorgeschichte
Der Keyboarder Geoff Downes, der zuvor in einigen lokalen Bands gespielt und Jingles für das Fernsehen komponiert hatte, lernte 1976 beim Vorspielen für die Band der Popsängerin Tina Charles deren damaligen Freund und Bassisten Trevor Horn sowie ihren Gitarristen Bruce Woolley kennen. Die Musiker verstanden sich sofort, und Downes und Horn begannen, gemeinsam Songs zu schreiben. Gleichzeitig spielten sie in Tina Charles’ Band. Sie sind auf einigen ihrer Songs zu hören, darunter Dance Little Lady Dance. Nach etwa einem Jahr beschlossen die drei Musiker, ein eigenes Projekt auf die Beine zu stellen.
Kurz darauf gründeten Downes, Horn und Woolley zusammen mit Thomas Dolby und dem Komponisten Hans Zimmer die Band Camera Club. Allerdings bestand dieses Projekt nur kurze Zeit; die Musiker verließen die Band nach und nach.

## Buggles (1979 bis 1981)
Nach dem Ende von Camera Club riefen Downes, Horn und Woolley die Popgruppe The Bugs ins Leben. Aufgrund eines Witzes, die Bugs könnten niemals so erfolgreich werden wie die Beatles, benannte sich die neue Band bald in Buggles um. Kurz nach ihrer Gründung schrumpfte die Band zu einem Duo, bestehend aus Downes und Horn als Sänger.
In dieser Besetzung veröffentlichten die Buggles im September 1979 ihre Debütsingle Video Killed the Radio Star, die international ein großer Erfolg wurde. Die Single erreichte Platz zwei in den deutschen, Platz eins in den österreichischen, Schweizer und britischen sowie Platz 40 in den US-amerikanischen Hitlisten. Er blieb jedoch der einzige Nummer-eins-Hit der Gruppe. Der Clip zu dem Lied (Regie: Russell Mulcahy), in dem kurz auch Hans Zimmer zu sehen ist, wurde zwei Jahre nach seiner Veröffentlichung am 1. August 1981 das erste Musikvideo, das der US-amerikanische Fernsehsender MTV ausstrahlte.
Im Januar 1980 erschien das Debütalbum The Age of Plastic, ein Jahr später folgte Adventures in Modern Recording. Buggles produzierten nur diese beiden Alben, wobei letzteres erst veröffentlicht wurde, nachdem Horn und Downes bereits zu der Progressive-Rock-Band Yes gewechselt waren.

## Fusion mit Yes (1980)
Buggles waren wie Yes bei dem Manager Brian Lane unter Vertrag und arbeiteten im Jahre 1980 zufällig im selben Studio wie die Yes-Musiker Steve Howe, Chris Squire und Alan White. Letztere mussten zu dieser Zeit den Weggang ihres Sängers Jon Anderson und Keyboarders Rick Wakeman bewältigen. Trevor Horn versuchte den Musikern, die er seit Jahren bewundert hatte, einen Song namens We Can Fly from Here zu verkaufen. Squire war interessiert, und da Howe und White kurzfristig nicht zur Verfügung standen, wurde innerhalb kurzer Zeit eine Session mit Squire, Horn, Downes und dem ehemaligen Yes-Schlagzeuger Bill Bruford auf die Beine gestellt, während deren man We Can Fly from Here probte. Squire hatte dieses Zusammenspiel nicht ohne Hintergedanken organisiert, sollte doch bereits in einigen Wochen eine Yes-Tournee starten, für die man dringend Musiker suchte. Als die Zeit bis zur Tour knapp wurde, wurden Downes und Horn gefragt, ob sie nicht Yes-Mitglieder werden wollten. Beide sagten zu und die fünf Musiker konnten das Album Drama durch die Kombination des Yes-Materials mit einigen Songs der Buggles in Rekordzeit fertigstellen. Yes gingen daraufhin mit Downes und Horn am 29. August 1980 auf Tournee.

## Nach der Auflösung
Der Erfolg von Buggles verhalf Trevor Horn zu einer außergewöhnlich erfolgreichen Karriere als Produzent, die er bis heute verfolgt. Er arbeitete in den darauffolgenden Jahren unter anderem an Alben von Frankie Goes to Hollywood, den Pet Shop Boys, Propaganda, den Simple Minds, Marc Almond, Seal, Lisa Stansfield, den Sugababes, Céline Dion, Sinéad O’Connor, Grace Jones, Godley & Creme, Belle and Sebastian und t.A.T.u.
Geoff Downes hingegen wurde von dem ehemaligen Yes-Gitarristen Steve Howe, dem ehemaligen Uriah-Heep-, King-Crimson- und auch UK-Bassisten und -Sänger John Wetton und dem ehemaligen Emerson, Lake and Palmer-Schlagzeuger Carl Palmer 1981 als viertes Mitglied in die neu gegründete AOR-Supergroup Asia geholt.

## Liveauftritte
Am 25. Dezember 1979 waren Buggles mit Video Killed the Radio Star als Playback in einer Episode der englischen Hitparadensendung Top of the Pops zu sehen. Das Schlagzeug bei diesem Auftritt spielte Warren Cann, der Drummer der Gruppe Ultravox.
Am 3. Dezember 1998 kam es zum ersten Liveauftritt von Buggles anlässlich eines Konzerts von Horns Plattenfirma ZTT Records im Londoner Club Mean Fiddler. Die Band, die lediglich Video Killed the Radio Star spielte, bestand aus Downes, Horn und der Sängerin Tessa Niles.
2004 kam es zu einer Reunion fast aller ehemaligen Mitglieder von Buggles beim britischen Festival The Prince’s Trust, wo sie ebenfalls eine Liveversion ihres größten Hits spielten.
Am 9. Juni 2017 trat Hans Zimmer gemeinsam mit Trevor Horn in Frankfurt auf seinem Konzert auf, wobei sie den Hit Video killed the Radio Star spielten.

## Diskografie

### Alben
| Jahr | Titel                          | Höchstplatzierung, Gesamtwochen, AuszeichnungChartplatzierungen (Jahr, Titel, Platzierungen, Wochen, Auszeichnungen, Anmerkungen) | Höchstplatzierung, Gesamtwochen, AuszeichnungChartplatzierungen (Jahr, Titel, Platzierungen, Wochen, Auszeichnungen, Anmerkungen) | Höchstplatzierung, Gesamtwochen, AuszeichnungChartplatzierungen (Jahr, Titel, Platzierungen, Wochen, Auszeichnungen, Anmerkungen) | Höchstplatzierung, Gesamtwochen, AuszeichnungChartplatzierungen (Jahr, Titel, Platzierungen, Wochen, Auszeichnungen, Anmerkungen) | Höchstplatzierung, Gesamtwochen, AuszeichnungChartplatzierungen (Jahr, Titel, Platzierungen, Wochen, Auszeichnungen, Anmerkungen) | Anmerkungen                           |
| Jahr | Titel                          | DE | AT | CH | UK | US | Anmerkungen                           |
| ---- | ------------------------------ | --- | --- | --- | --- | --- | ------------------------------------- |
| 1980 | The Age of Plastic             | — | — | — | UK27 (6 Wo.)UK | — | Erstveröffentlichung: 4. Februar 1980 |
| 1982 | Adventures in Modern Recording | — | — | — | — | US161 (5 Wo.)US | Erstveröffentlichung: 1982            |

grau schraffiert: keine Chartdaten aus diesem Jahr verfügbar

### Singles
| Jahr | Titel Album                                    | Höchstplatzierung, Gesamtwochen, AuszeichnungChartplatzierungen (Jahr, Titel, Album, Platzierungen, Wochen, Auszeichnungen, Anmerkungen) | Höchstplatzierung, Gesamtwochen, AuszeichnungChartplatzierungen (Jahr, Titel, Album, Platzierungen, Wochen, Auszeichnungen, Anmerkungen) | Höchstplatzierung, Gesamtwochen, AuszeichnungChartplatzierungen (Jahr, Titel, Album, Platzierungen, Wochen, Auszeichnungen, Anmerkungen) | Höchstplatzierung, Gesamtwochen, AuszeichnungChartplatzierungen (Jahr, Titel, Album, Platzierungen, Wochen, Auszeichnungen, Anmerkungen) | Höchstplatzierung, Gesamtwochen, AuszeichnungChartplatzierungen (Jahr, Titel, Album, Platzierungen, Wochen, Auszeichnungen, Anmerkungen) | Anmerkungen                              |
| Jahr | Titel Album                                    | DE | AT | CH | UK | US | Anmerkungen                              |
| ---- | ---------------------------------------------- | --- | --- | --- | --- | --- | ---------------------------------------- |
| 1979 | Video Killed the Radio Star The Age of Plastic | DE2 (22 Wo.)DE | AT1 (18 Wo.)AT | CH1 (12 Wo.)CH | UK1 Platin · (11 Wo.)UK | US40 (10 Wo.)US | Erstveröffentlichung: 7. September 1979  |
| 1980 | The Plastic Age The Age of Plastic             | DE29 (9 Wo.)DE | — | — | UK16 (8 Wo.)UK | — | Erstveröffentlichung: 31. Januar 1980    |
| 1980 | Clean, Clean! The Age of Plastic               | DE60 (1 Wo.)DE | — | — | UK38 (5 Wo.)UK | — | Erstveröffentlichung: 2. April 1980      |
| 1980 | Elstree The Age of Plastic                     | — | — | — | UK55 (4 Wo.)UK | — | Erstveröffentlichung: 26. September 1980 |

Weitere Singles
- 1979: Extracts from the Age of Plastic
- 1980: I Am a Camera
- 1981: On TV
- 1982: Adventures in Modern Recording
- 1982: Lenny
- 1982: Beatnik

## Auszeichnungen für Musikverkäufe
| Goldene Schallplatte - Dänemark - 2024: für die Single Video Killed the Radio Star - Italien - 2023: für die Single Video Killed the Radio Star - Japan - 2017: für die Single Video Killed the Radio Star - Spanien - 1980: für die Single Video Killed the Radio Star | Platin-Schallplatte - Frankreich - 1979: für die Single Video Killed the Radio Star - Neuseeland - 2021: für die Single Video Killed the Radio Star |

Anmerkung: Auszeichnungen in Ländern aus den Charttabellen bzw. Chartboxen sind in ebendiesen zu finden.
| Land/RegionAuszeichnungen für Musikverkäufe (Land/Region, Auszeichnungen, Verkäufe, Quellen) | Gold     | Platin     | Verkäufe  | Quellen          |
| -------------------------------------------------------------------------------------------- | -------- | ---------- | --------- | ---------------- |
| Dänemark (IFPI)                                                                              | Gold1    | —          | 45.000    | ifpi.dk          |
| Frankreich (SNEP)                                                                            | —        | Platin1    | 1.000.000 | infodisc.fr      |
| Italien (FIMI)                                                                               | Gold1    | —          | 50.000    | fimi.it          |
| Japan (RIAJ)                                                                                 | Gold1    | —          | 100.000   | riaj.or.jp       |
| Neuseeland (RMNZ)                                                                            | —        | Platin1    | 30.000    | radioscope.co.nz |
| Spanien (Promusicae)                                                                         | Gold1    | —          | 25.000    | mediafire.com    |
| Vereinigtes Königreich (BPI)                                                                 | —        | Platin1    | 600.000   | bpi.co.uk        |
| Insgesamt                                                                                    | 4× Gold4 | 3× Platin3 |           |                  |

## Wissenswertes
Der Gesundheitssong von Stimmenimitator Elmar Brandt bedient sich der Melodie von Video Killed the Radio Star. Zudem ist Hans Zimmer als 2. Keyboarder im Hintergrund des Musikvideos zu sehen.